# Народний дім (Яворів)
Яворівський Народний дім — народний дім, головна культурна установа міста Яворова на Львівщині; має славні історичні і культурні традиції.
Міститься в історичній будівлі, що є пам'яткою місцевого значення, і розташований у яворівському середмісті — на площі Ринок.

## З історії та сьогодення
Задум побудови Народного Дому в Яворова виник ще у 1905 році, коли на просвітно-економічному вічі, яке проводила яворівська Філія Товариства «Просвіта», було вирішено збирати кошти на купівлю площі під його будівництво. Однак до 1907 року включно немає згадок про Загальні Збори Філії. Лише за 1908 рік є повідомлення про народне свято в Яворові, яке відбувалось 22 травня, на якому після богослужіння в парохіальній церкві буде благословитися «угольний камінь» під «Народний Дім», який оформиться як «Руське кредитове товариство». 
Громадський діяч Іван Загаєвич проводив багато заходів, з яких народні пожертви йшли на будівництво Народного Дому.
Влітку 1908 року споруда Яворівського Народного дому була вже під дахом — коштувало це 30 тисяч корон, але остаточна вартість зведення будинку під заклад зросла до 20 тисяч.
Яворів здавна славився своєю вишивкою, писанкою, дерев'яною іграшкою та іншими виробами ужиткового мистецтва, відтак зведення Народного Дому було просто необхідно для того, щоб усіх їх можна було об'єднати. До будівництва й організації Народного Дому в Яворові значних зусиль доклали громадський діяч Іван Загаєвич, вчителі Блавацький, Маренін і Марія Кречковська, але справа відкриття установи в місті була не лише комітетською, а по-справжньому загальнонародною, в якій узяло участь усе населення Яворова — багатші допомагали грішми, бідніші — робочою силою, реманентом, знаряддями праці (підводи з кіньми, тачки); гроші збиралися, матеріали закуповувалися, ентузіазм щораз більш зростав (приходили працювати цілими родинами). Із благословення Господом народних починань та важкої фізичної праці «Народний Дім» став окрасою центру міста Яворова.
За свою історію в Яворівському Народному домі було поставлено й показано чимало вистав, концертів, відбувалися виступи місцевих і приїжджих артистів, танцюристів, співаків-вокалістів, керівників колективів, які відомі не лише на Яворівщині, Львівщині, Україні, а й за її межами. 
Керівниками Яворівського Народного дому були Олег Шумилович, Надія Опенько, Ганна Ништа, Ігор Дацко, Михайло Русин.
Серед культурних діячів, що працювали в Народному домі Яворова: 
- Лев Левицький — керівник хору;
- Теодозій Підлісний — керівник драмтеатру;
- Христина Лань — хореограф театру;
- Стефанія Квас — художник театру;
- Володимир Духнич — керівник духового оркестру;
- Сергій Горбулько, Неля Квас, Марійка Бучко, Дмитро Флис, Любомир Радейко, Петро Коляса, Марійка Рій, Ришард Лопачак, Володимир Куцик (старший), Володимир Куцик (син), Люба Куцик (дочка), Христина Лань, Валентина Волкова, Раїса Горай, Юрій Горалевич, Грицько Кіт, Євген Дацишин, Ярослав Харамбура, Богдан Жук, Олег Матвіїв, Оксана Перожак,  — учасники театру;
- Юрій Горалевич, Іван Сорока, Євген Луньо — режисери.

Народний Дім і нині (2000-ні) славиться своїми творчими талантами, художніми колективами — далеко за межами Галичини відомими є Народний хор «Яворівщина» та народна академічна капела «Акколада».

## Фотографії

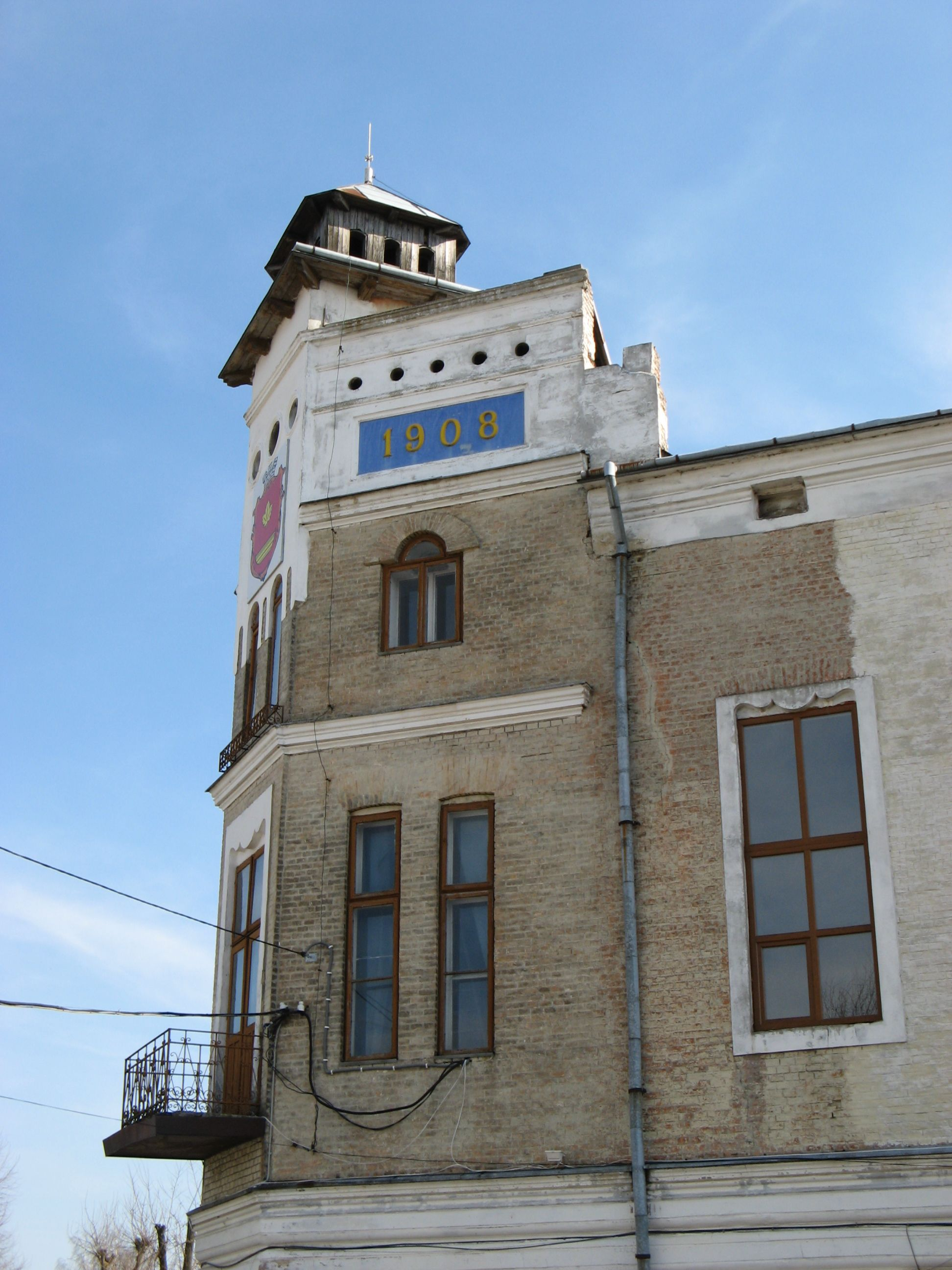

## Виноски
1. ↑  Пам'ятки реєстру Яворівського району на spadok.org

## Джерело-посилання
- "Народний дім" на Офіційний сайт Яворівської міської ради
- Музичне життя Яворова міжвоєнного двадцятиріччя і його роль у процесах національно-культурного відродження України
- Страта вояків УПА в м.Яворів 1946 р.